# Ebenezer Teichelmann

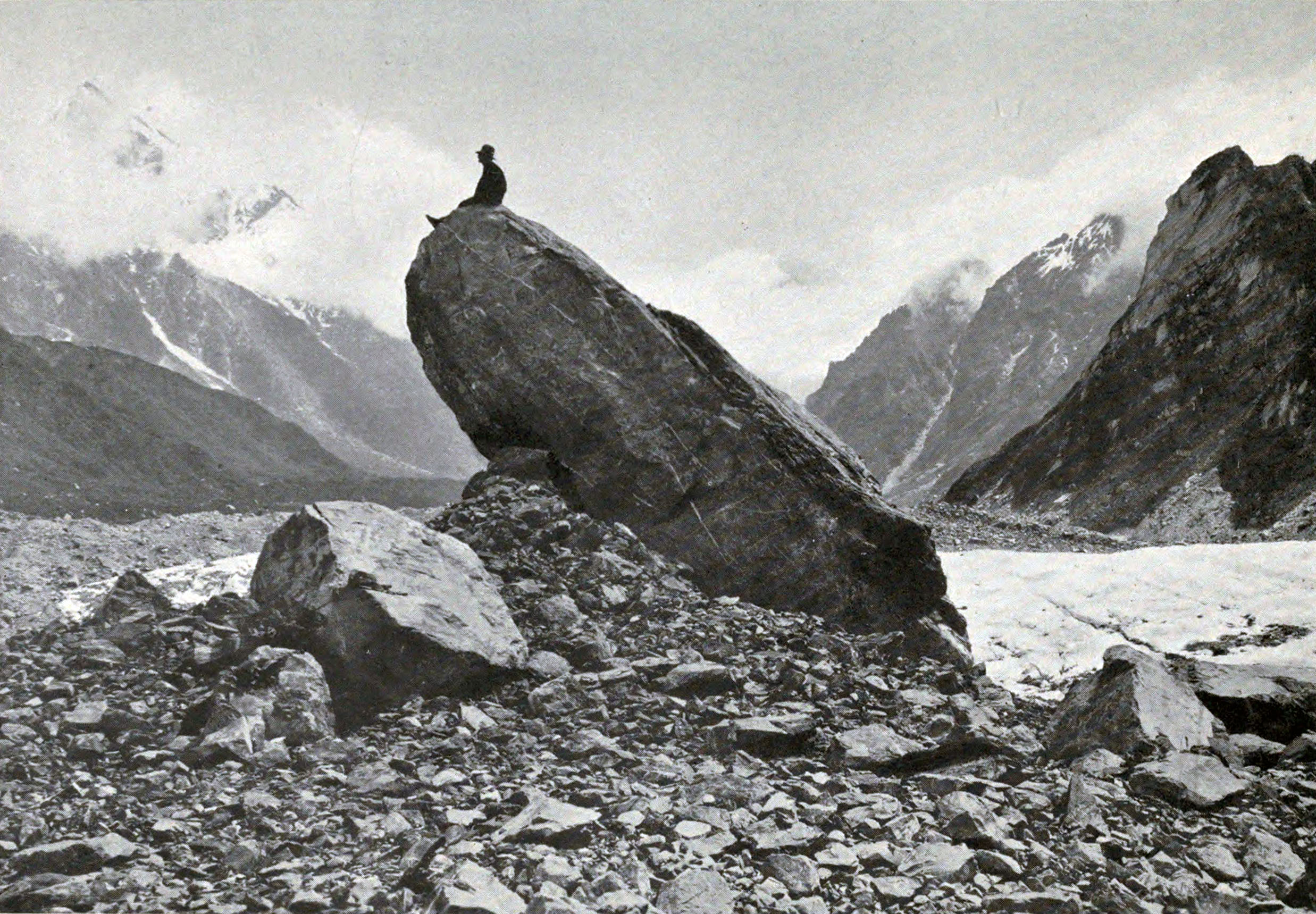
Ebenezer Teichelmann: Ledovec Perouse, The Conquest of the Mount Cook - Mahinapua Creek, Westland, 1915

Ebenezer Teichelmann (1859 Jižní Austrálie - 1938) byl australský lékař, horolezec a fotograf specializující se na fotografii hor.

## Život a dílo
Narodil se v roce 1859 v jižní Austrálii. Dne 11. února 1887 se odstěhoval na Nový Zéland. Absolvoval 26 horských prvovýstupů včetně na mont Douglas, mont Green, mont Walter a sedm prvovýstupů „ascensions de cols“. V roce 1936 byl zvolen prezidentem klubu New Zealand Alpine Club a v roce 1937 doživotním členem stejného klubu.

## Galerie

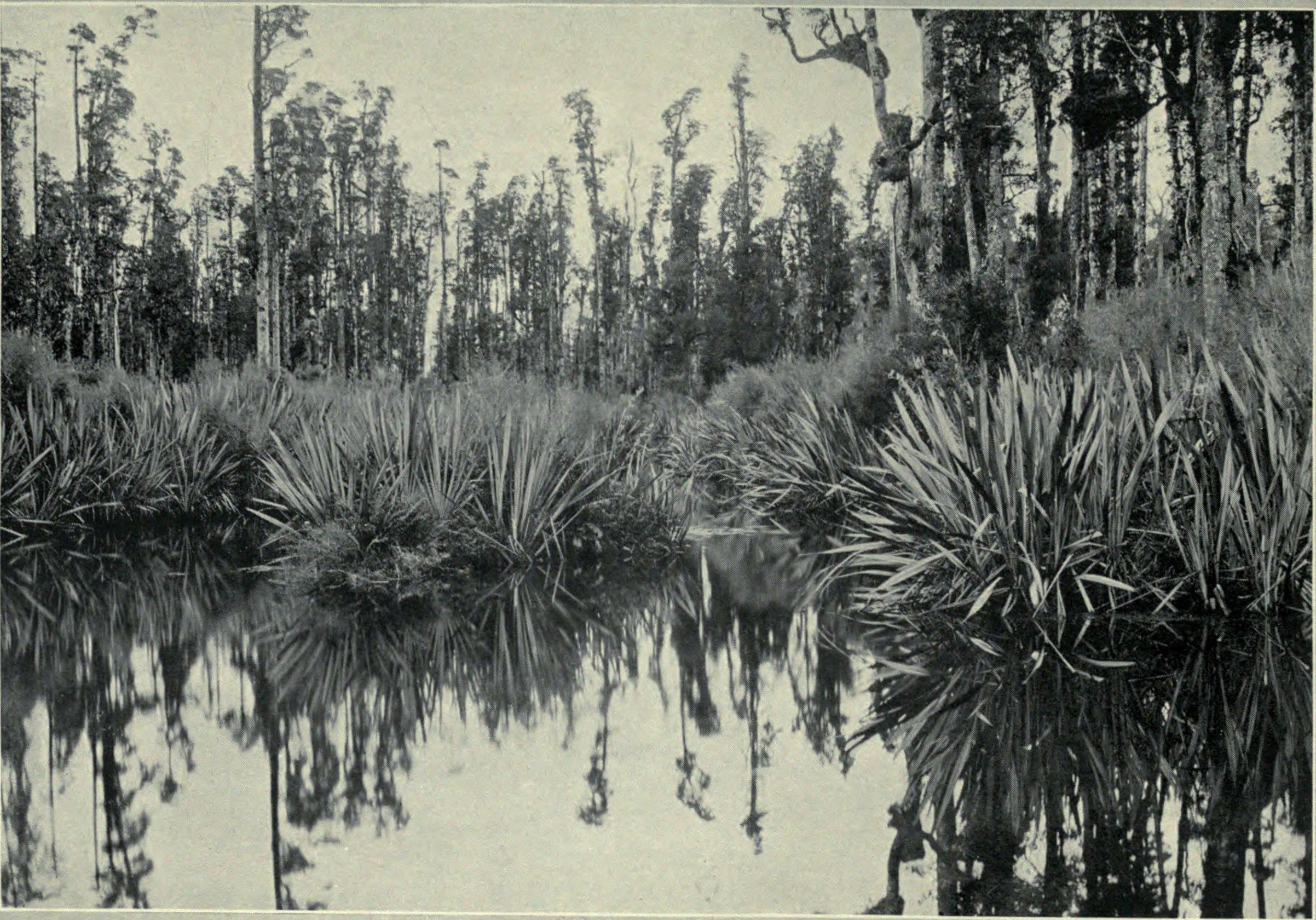
The Conquest of the Mount Cook - Mahinapua Creek, Westland, 1915
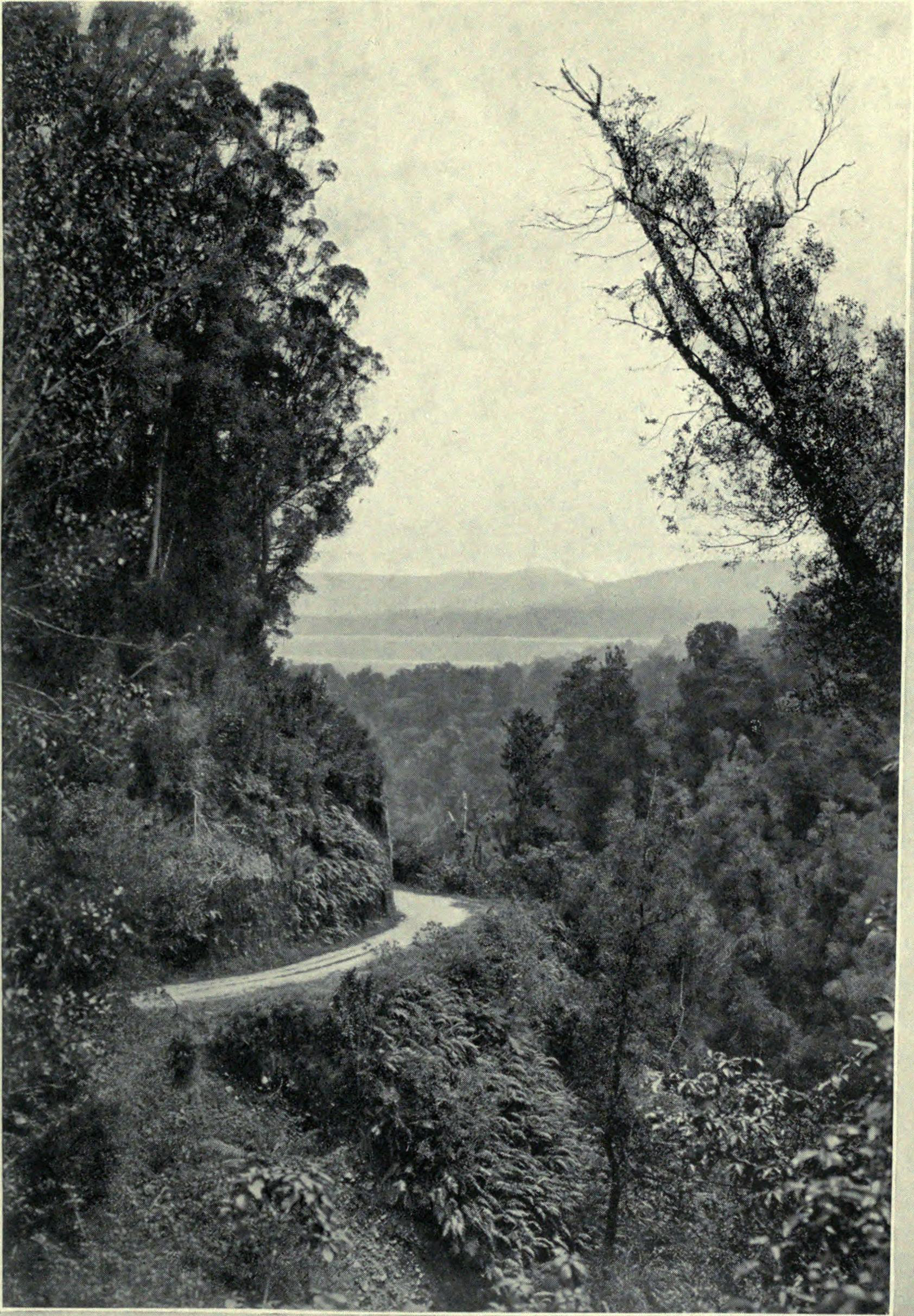
The Conquest of the Mount Cook - Mahinapua Creek, Westland, 1915
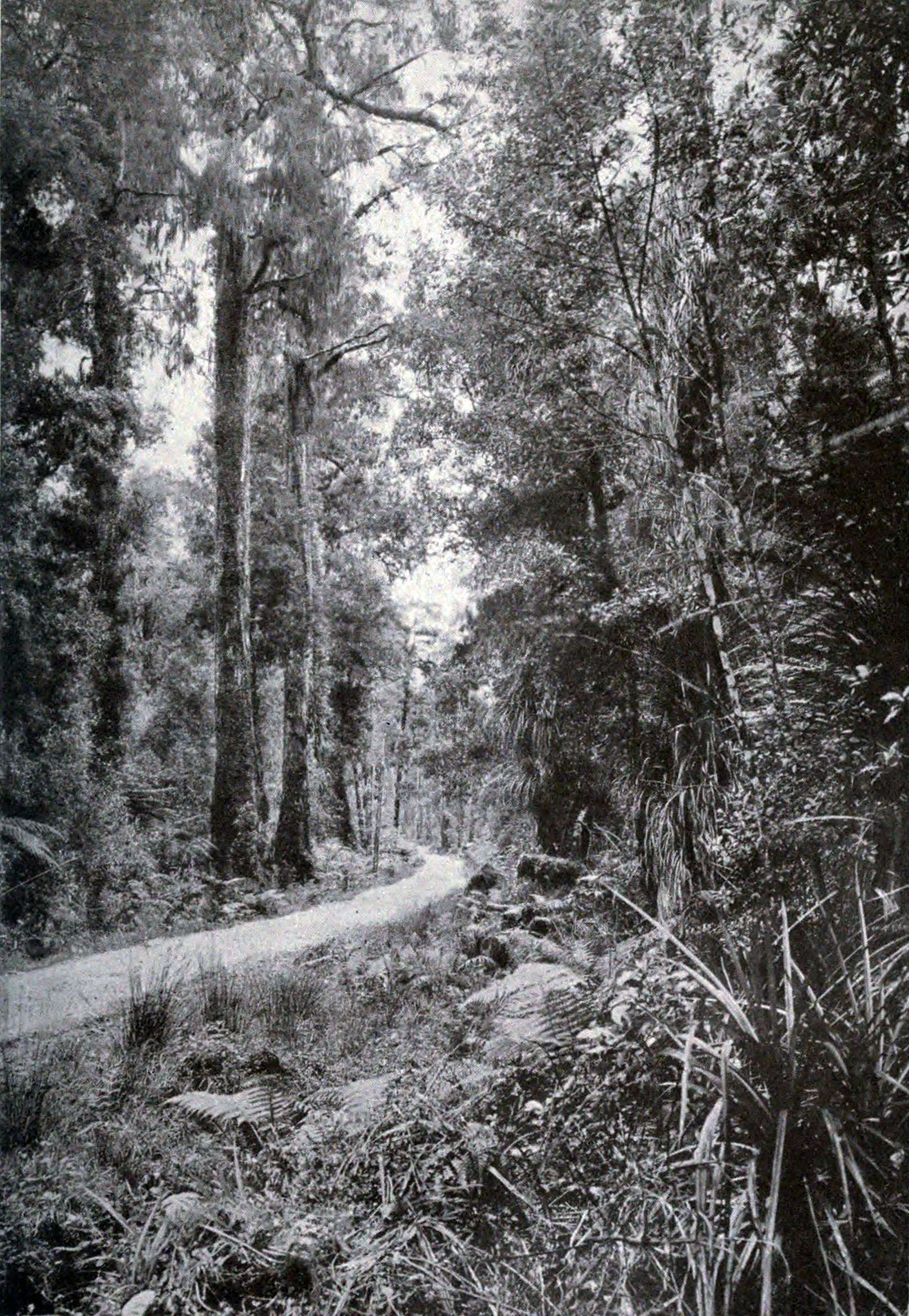
The Conquest of the Mount Cook - Mahinapua Creek, Westland, 1915